# Ahmed Gaïd Salah

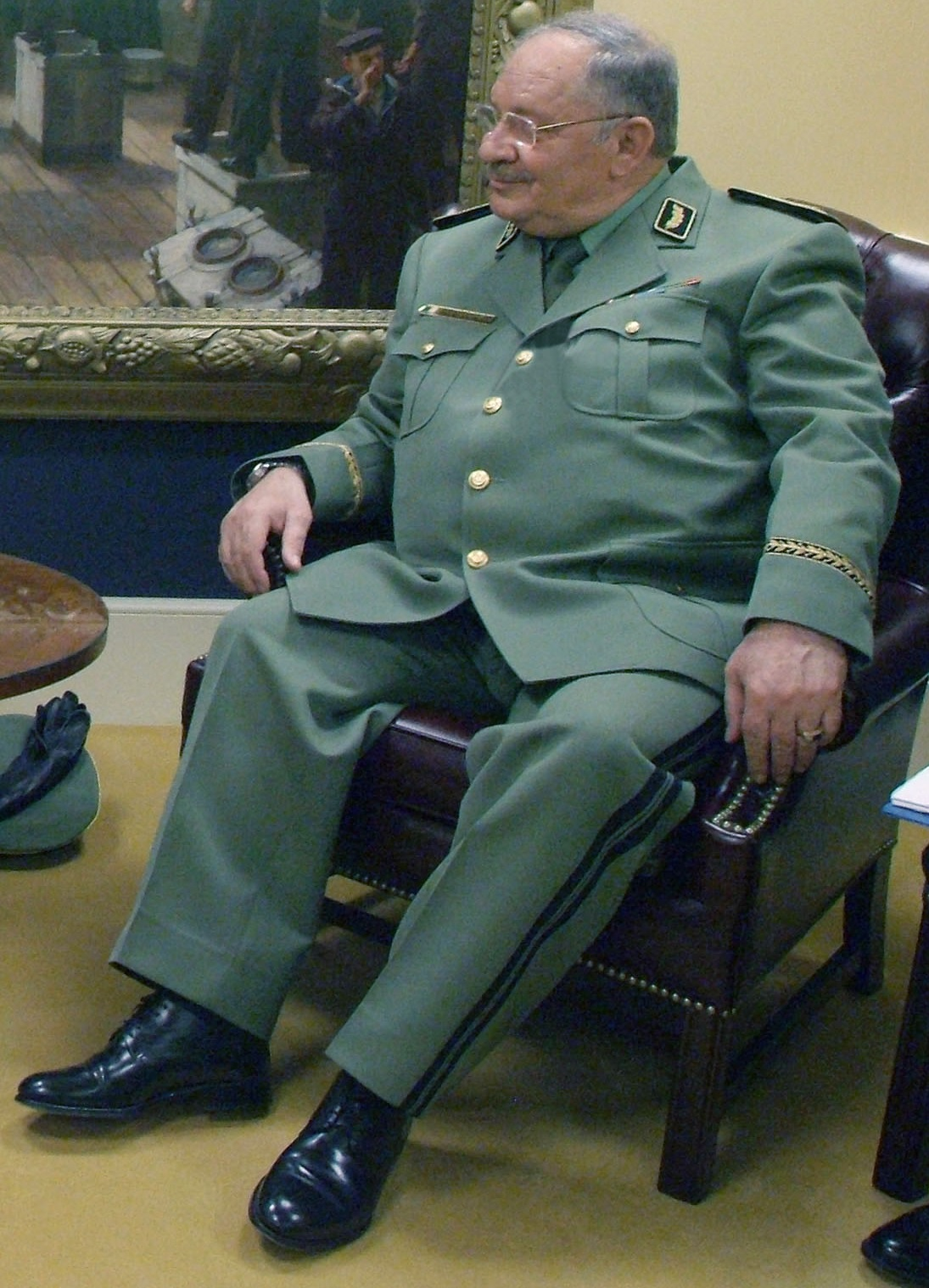
Ahmed Gaïd Salah (2006)

Ahmed Gaïd Salah (arabisch أحمد قايد صالح, DMG Aḥmad Qāyid Ṣāliḥ; * 13. Januar 1940 in Aïn Yagout; † 23. Dezember 2019 in Algier) war ein algerischer Politiker und Militär. Er war zuletzt General und Stabschef des Algerischen Heeres und stellvertretender Verteidigungsminister.
Gaïd Salah diente ab den 1950er-Jahren in der Algerischen Armee, wurde 1993 zum General befördert und 2004 zum Generalstabschef ernannt. Am 15. September 2013 trat er das Amt des stellvertretenden Verteidigungsministers an. Er war verheiratet und Vater von sieben Kindern.
Am 26. März 2019 sprach sich Gaïd Salah nach heftigen Protesten der Bevölkerung als erster Regierungspolitiker gegen den seit 20 Jahren amtierenden Präsidenten Abd al-Aziz Bouteflika aus. Er forderte das Verfassungsgericht Algeriens und das Parlament auf, den Artikel 102 der Verfassung zu nutzen, dem zufolge ein Präsident aus gesundheitlichen Gründen für amtsunfähig erklärt und abgesetzt werden kann. Bei Bouteflikas Regierungsumbildung Ende März 2019 behielt Gaïd Salah sein Amt als Vize-Verteidigungsminister. Nach Bouteflikas Rücktritt im April 2019 galt er als starker Mann der algerischen Politik. Er starb am 23. Dezember 2019 an einem Herzinfarkt. Als sein Nachfolger wurde am selben Tag Said Chengriha berufen.